# Michael Vollmann
Michael Vollmann (* 12. Juli 1994) ist ein österreichischer Fußballspieler.

## Karriere
Vollmann begann seine Karriere beim SV Lobmingtal. Nachdem er für den FC St. Margarethen/Knittelfeld gespielt hatte, ging er in die AKA Kapfenberg. 2013 spielte er erstmals für die Regionalligamannschaft und war von 2011 bis 2013 Kaderspieler des ASC Rapid Kapfenberg. Sein Profidebüt gab er am 34. Spieltag 2013/14 gegen den TSV Hartberg. Im Jänner 2016 wurde sein Vertrag aufgelöst. Eine Woche nach Auflösung des Vertrags wechselte er zum Landesligisten DSV Leoben.
Zur Saison 2016/17 wechselte er zum Ligakonkurrenten FC Zeltweg.
Bereits nach einem halben Jahr bei Zeltweg wechselte er zum unterklassigen SV St. Lorenzen. Mit St. Lorenzen stieg er 2017/18 von der siebentklassigen Gebietsliga Mur in die Unterliga Nord B und nach nur einer Saison weiter in die Oberliga Nord auf. Im Zuge des Saisonabbruchs aufgrund der COVID-19-Pandemie pausierte er in der Saison 2020/21 und hinterlegte in dieser Zeit seinen Spielerpass bei der Kapfenberger SV. Nach einem Jahr ohne Einsatz kam er im Sommer 2021 beim Fünftligaklub SV Unzmarkt/Frauenburg unter.